# Halowe Mistrzostwa Europy w Lekkoatletyce 2011 – bieg na 60 m przez płotki kobiet
Bieg na 60 m przez płotki kobiet – jedna z konkurencji rozegranych podczas halowych lekkoatletycznych mistrzostw Europy w hali Palais Omnisports de Paris-Bercy w Paryżu.

## Terminarz
| Data    | Godzina |            |
| ------- | ------- | ---------- |
| 4 marca | 09:20   | Eliminacje |
| 4 marca | 15:45   | Półfinał   |
| 4 marca | 18:40   | Finał      |

## Rezultaty

### Eliminacje
Rozegrano 4 biegi eliminacyjne, do których przystąpiło 25 płotkarek. Awans do półfinału dawało zajęcie jednego z pierwszych trzech miejsc w swoim biegu (Q). Skład półfinałów uzupełniły cztery zawodniczki z najlepszymi czasami wśród przegranych (q).

#### Bieg 1
| Poz. | Tor | Zawodniczka       | Reprezentacja | Czas | Uwagi |
| ---- | --- | ----------------- | ------------- | ---- | ----- |
| 1    | 4   | Alina Tałaj       | Białoruś      | 8.06 | Q     |
| 2    | 3   | Lisa Urech        | Szwajcaria    | 8.07 | Q     |
| 3    | 6   | Lucie Škrobáková  | Czechy        | 8.17 | Q     |
| 4    | 5   | Alice Decaux      | Francja       | 8.22 | q     |
| 5    | 2   | Beate Schrott     | Austria       | 8.25 |       |
| 6    | 7   | Isabelle Pedersen | Norwegia      | 8.38 |       |

#### Bieg 2
| Poz. | Tor | Zawodniczka         | Reprezentacja        | Czas | Uwagi |
| ---- | --- | ------------------- | -------------------- | ---- | ----- |
| 1    | 8   | Christina Vukicevic | Norwegia             | 7.95 | Q     |
| 2    | 5   | Tiffany Ofili       | Wielka Brytania      | 8.05 | Q     |
| 3    | 7   | Cindy Roleder       | Niemcy               | 8.09 | Q     |
| 4    | 4   | Marina Tomić        | Słowenia             | 8.18 | q     |
| 5    | 3   | Giulia Pennella     | Włochy               | 8.25 |       |
| 6    | 6   | Andrea Ivančević    | Chorwacja            | 8.43 |       |
| 7    | 2   | Gorana Cvijetić     | Bośnia i Hercegowina | 8.68 |       |

#### Bieg 3
| Poz. | Tor | Zawodniczka         | Reprezentacja | Czas | Uwagi |
| ---- | --- | ------------------- | ------------- | ---- | ----- |
| 1    | 5   | Aleksandra Antonowa | Rosja         | 8.11 | Q     |
| 2    | 6   | Sandra Gomis        | Francja       | 8.12 | Q     |
| 3    | 2   | Kaciaryna Papłauska | Białoruś      | 8.19 | Q     |
| 4    | 7   | Nadine Hildebrand   | Niemcy        | 8.20 | q     |
| 5    | 3   | Josephine Onyia     | Hiszpania     | 8.33 |       |
| 6    | 4   | Dimitra Arachoviti  | Cypr          | 8.43 |       |

#### Bieg 4
| Poz. | Tor | Zawodniczka          | Reprezentacja | Czas | Uwagi |
| ---- | --- | -------------------- | ------------- | ---- | ----- |
| 1    | 7   | Carolin Nytra        | Niemcy        | 7.96 | Q     |
| 2    | 6   | Derval O’Rourke      | Irlandia      | 8.07 | Q     |
| 3    | 5   | Elisabeth Davin      | Belgia        | 8.08 | Q, SB |
| 4    | 4   | Anastasija Sołowjowa | Rosja         | 8.11 | q     |
| 5    | 3   | Clélia Reuse         | Szwajcaria    | 8.24 |       |
| 6    | 2   | Arna Erega           | Chorwacja     | 8.62 |       |

### Półfinał

#### Bieg 1
| Poz. | Tor | Zawodniczka          | Reprezentacja | Czas | Uwagi |
| ---- | --- | -------------------- | ------------- | ---- | ----- |
| 1    | 7   | Carolin Nytra        | Niemcy        | 7.94 | Q     |
| 2    | 4   | Alina Tałaj          | Białoruś      | 7.95 | Q, PB |
| 3    | 6   | Derval O’Rourke      | Irlandia      | 7.98 | Q, SB |
| 4    | 8   | Lucie Škrobáková     | Czechy        | 8.00 | Q, SB |
| 5    | 2   | Anastasija Sołowjowa | Rosja         | 8.02 | =SB   |
| 6    | 5   | Lisa Urech           | Szwajcaria    | 8.06 |       |
| 7    | 3   | Marina Tomić         | Słowenia      | 8.21 |       |
|      | 1   | Alice Decaux         | Francja       |      | DQ    |

#### Bieg 2
| Poz. | Tor | Zawodniczka         | Reprezentacja   | Czas | Uwagi     |
| ---- | --- | ------------------- | --------------- | ---- | --------- |
| 1    | 3   | Tiffany Ofili       | Wielka Brytania | 7.89 | Q, NR, EL |
| 2    | 6   | Christina Vukicevic | Norwegia        | 7.93 | Q         |
| 3    | 4   | Aleksandra Antonowa | Rosja           | 7.96 | Q         |
| 4    | 5   | Sandra Gomis        | Francja         | 8.00 | Q, =PB    |
| 5    | 8   | Elisabeth Davin     | Belgia          | 8.02 | PB        |
| 6    | 2   | Cindy Roleder       | Niemcy          | 8.06 |           |
| 7    | 7   | Kaciaryna Papłauska | Białoruś        | 8.14 | SB        |
| 8    | 1   | Nadine Hildebrand   | Niemcy          | 8.23 |           |

### Finał
| Poz. | Tor | Zawodniczka         | Reprezentacja   | Czas | Uwagi   |
| ---- | --- | ------------------- | --------------- | ---- | ------- |
|      | 5   | Carolin Nytra       | Niemcy          | 7.80 | EL      |
|      | 6   | Tiffany Ofili       | Wielka Brytania | 7.80 | NR, =EL |
|      | 3   | Christina Vukicevic | Norwegia        | 7.83 | NR      |
| 4    | 8   | Derval O’Rourke     | Irlandia        | 7.96 | SB      |
| 5    | 4   | Alina Tałaj         | Białoruś        | 7.98 |         |
| 6    | 7   | Aleksandra Antonowa | Rosja           | 8.00 |         |
| 7    | 1   | Lucie Škrobáková    | Czechy          | 8.10 |         |
| 8    | 2   | Sandra Gomis        | Francja         | 8.11 |         |